# عثمان سیدیبه
عثمان سیدیبه (انگلیسی: Ousmane Sidibé؛ زادهٔ ۲۳ آوریل ۱۹۸۵) بازیکن فوتبال اهل گینه است.
از باشگاه‌هایی که در آن بازی کرده‌است می‌توان به باشگاه فوتبال پاریس و باشگاه فوتبال کن اشاره کرد.
وی همچنین در تیم ملی فوتبال گینه بازی کرده‌است.